# Protentomobryidae
Protentomobryidae is een familie van springstaarten en telt 1 beschreven soort.

## Taxonomie
- Geslacht Protentomobrya - Folsom, 1937
  - Protentomobrya walkeri - Folsom, 1937